# Irlanda gaélica
Irlanda gaélica ou Irlanda céltica foi a ordem política que existia na Irlanda antes da invasão normanda, e que decorreu em paralelo com o subsequente Senhorio da Irlanda, na maior parte do país, até ao estabelecimento do Reino da Irlanda. Era, muitas vezes teoricamente, uma monarquia eletiva, com um Grande Rei nomeado de entre os reis dos reinos da ilha. Na realidade, aqueles que se tornaram reis geralmente o fizeram usando a força.